# Altajci
Altajci (Ojroti; Алтайцы; ne smiju se pobrkati s Ojratima) su grupa plemena altajske etnojezične porodice naseljenih na području Altaja gdje čine autohtonu populaciju. Područja što ga naseljavaju pripadaju Republici Altaj Rusije (Алта́й), Altajskom kraju (Алта́йский край) i Kemerovskoj oblasti (Ке́меровская о́бласть). Populacija im iznosi oko 70.000 za južne (68.686 SIL) i 30.000 za sjeverne (29.098; 2000 WCD). Manji dio živi u Kazahstanu.
Sjevernoj skupini Altajaca pripadaju plemena Šori ili Šorci, Tubalari, Čelkani ili Čelkanci i Kumandinci. Južna skupina obuhvaća Altai-Kizhi, Telengiti, Telesi i Teleuti.
Jezici kojima govore ova skupina plemena su sjeveri i južni altajski, a među njima se razlikuje i nekoliko dijalekata. Južnoaltajski dijalekti su altajski ili altai-kizhi (altaj kizi) i talangit.

## Život Altajaca
Tradicionalno, Altajci su stočari, uzgajivači goveda i konja. Uz to raširen je i lov pomoću sokola. nakon što su postali sjedilačko stanovništvo, počeli su se baviti i zemljodjelstvom, motična agrikultura. Nastambe Altajaca su jurte od pusti (filc, klobučina), ali postoje i drvene jurte. Ruski tip kuće uveden je u 19. stoljeću. Muške i ženske košulje krojene su oblika tunike. Uz svakidašnje hlače turskog kroja nose se i kožne radne hlače, ogrtač chokpen’, a zimi i krzneni kaput-ton i kape od krzna lisice ili risa. Udane žene obavezno nose i bezrukavne kaputiće-chiguedek. Religija je kombinacija tradicionalnog šamanizma, burhanizma (novi religiozni pokret ak jang), kršćanstva i islama. 

## Vanjske poveznice
- The Altaians
- Altai, Southern
- Altai, Northern
- Altai people